# جذع للنشر
جذع للنشر (بالإنجليزية: Sawlog)‏، هو مصطلح يُطلق على الجذوع التي قطرها في القسم العلوي 14 سم على الأقل والتي توجه إلى المنشرة لتقطيعها وتقسيمها إلى أعمدة وألواح.